# Gill Göbel
Gill Göbel (23 januari 1987) is een Nederlands voormalig voetballer die onder andere voor FC Emmen en BV Veendam speelde begonnen bij ACV Assen de jeugd van FC Groningen doorliep om uiteindelijk terug te keren bij ACV Assen om na een jaar eerste elftal over te stappen naar FC Emmen. Na zijn voetbal loopbaan maakte Gill de overstap weer naar het ijshockey waar zijn roots liggen. GIJS Groningen en Leeuwarden Capitals zijn de clubs waar de snelle aanvaller zijn kunsten vertoonde.

## Carrière
Gill Göbel speelde één seizoen voor ACV, en vertrok in 2008 naar FC Emmen. Hier debuteerde hij in het betaald voetbal op 5 september 2008, in de met 2-1 verloren uitwedstrijd tegen TOP Oss. Hij kwam in de 77e minuut in het veld voor Wesley Wakker. Na één seizoen bij FC Emmen vertrok hij naar BV Veendam. Hij debuteerde voor Veendam op 22 maart 2010, in de met 4-1 gewonnen thuiswedstrijd tegen FC Oss. Göbel kwam in de 88e minuut in het veld voor Michael de Leeuw, die in deze wedstrijd een hattrick maakte. Hij speelde in totaal drie wedstrijden in de Eerste divisie voor BV Veendam in het seizoen 2009/10. Hierna speelde hij voor de amateurclubs WKE, ACV en VV Groningen. Ook speelde hij voor ijshockeyclub GIJS Groningen.

### Statistieken
| Seizoen                      | Club           | Land           | Competitie     | Competitie | Competitie | Beker | Beker | Totaal | Totaal |
| Seizoen                      | Club           | Land           | Competitie     | Wed.       | Dlp.       | Wed.  | Dlp.  | Wed.   | Dlp.   |
| ---------------------------- | -------------- | -------------- | -------------- | ---------- | ---------- | ----- | ----- | ------ | ------ |
| 2008/09                      | FC Emmen       | Nederland      | Eerste divisie | 1          | 0          | 0     | 0     | 1      | 0      |
| 2009/10                      | BV Veendam     | Nederland      | Eerste divisie | 3          | 0          | 0     | 0     | 3      | 0      |
| Carrièretotaal               | Carrièretotaal | Carrièretotaal | Carrièretotaal | 4          | 0          | 0     | 0     | 4      | 0      |
| Bijgewerkt op 4 januari 2018 |                |                |                |            |            |       |       |        |        |